# Anouzagrène
Anouzagrène est une localité et une commune rurale du Mali chef-lieu d'arrondissement et de cercle de dans la région de Ménaka. La commune a pour chef-lieu la localité de Anouzagrène.

## Géographie
La localité de Anouzagrène est située à près de 40 km au sud du chef-lieu de cercle Ménaka.

## Histoire
La commune est créée en 2018.

## Villages et fractions
La commune est composée de 13 localités, dont 4 villages :
- Assakarey
- Anouzagrène
- Arzoli
- Tazlift

et 9 fractions :
- Kel Talatait
- Issokifiten
- Kel Sindimane
- Kel Agadache
- Arabe Indépendant
- Ibohanane
- Iboguilitane Kel Taborak
- Ikarabassane
- Kel Tamouganène